# GIVE ME UP (玉置成実の曲)
「GIVE ME UP」（ギヴミーアップ）は、2009年3月25日に発売された日本の女性歌手・玉置成実の16枚目のシングル。

## 概要
- ユニバーサルJ移籍第1弾シングル。
- CD+DVDの初回盤Aと、Photoカード封入の初回盤B、そしてCDのみの通常盤(全てジャケット違い)の3形態でリリース(自身初）。盤によってカップリング曲が異なる。初回盤A付属のDVDには表題曲「GIVE ME UP」のPVを収録。
- 「GIVE ME UP」はマイケル・フォーチュナティの「Give Me Up」のカバー曲。ただし、Aメロ・Bメロはオリジナルと大きく異なり、歌詞も“GIVE ME UP（私を諦めて）”というタイトル及びサビで繰り返されるタイトル・コールとはリンクしない内容になっている。
- 「GIVE ME UP」はytv・日本テレビ系列アニメ「ヤッターマン」の5代目エンディングテーマ。

## 収録曲

### 初回限定盤A
- CD

1. GIVE ME UP
[作詞:Michael De San Antonio,Pierre Michel Nigro,Kanako Kato/作曲:Mario Giuseppe Nigro,Susumu Kawai]
2. イチズナネガイ
[作詞・作曲：Jun Abe/編曲:Hitoshi Shimono
3. GIVE ME UP（Instrumental）
[作曲:Mario Giuseppe Nigro,Susumu Kawai]

- DVD
GIVE ME UP（Video clip）

### 初回限定盤B
- CD

1. GIVE ME UP
[作詞:Michael De San Antonio,Pierre Michel Nigro,Kanako Kato/作曲:Mario Giuseppe Nigro,Susumu Kawai]
2. イチズナネガイ
[作詞・作曲:Jun Abe/編曲:Hitoshi Shimono]
3. in my life
[作詞:GIORGIO 13/作曲・編曲:GIORGIO CANCEMI]
4. GIVE ME UP（Instrumental）
[作曲:Mario Giuseppe Nigro,Susumu Kawai]

　Photoカード付

### 通常盤
- CD

1. GIVE ME UP
[作詞:Michael De San Antonio,Pierre Michel Nigro,Kanako Kato/作曲:Mario Giuseppe Nigro,Susumu Kawai]
2. イチズナネガイ
[作詞・作曲：Jun Abe/編曲:Hitoshi Shimono]
3. 彼女
[作詞:Kaji Katsura/作曲・編曲:Hitoshi Harukawa]
4. GIVE ME UP（instrumental）
[作曲:Mario Giuseppe Nigro,Susumu Kawai]